# أصفهان كلاتة
أصفهان كلاتة (بالفارسية: اصفهان‌کلاته) هي قرية تقع في غلستان في إيران. يقدر عدد سكانها بـ 766 نسمة بحسب إحصاء 2016.